# レイクタウン
レイクタウンは、埼玉県越谷市の町名である。
町名地番整理実施区域（住居表示未実施）であり、レイクタウン一丁目からレイクタウン九丁目まである。郵便番号は343-0828（新越谷郵便局管轄）。その範囲はニュータウン「越谷レイクタウン」を形成する地域（越谷レイクタウン地区）と一致する。

## 地理
埼玉県の東部地域で、越谷市の南部に位置し、地域の南端は草加市に接する。地域の中央部をJR東日本武蔵野線が東西方向に走り、越谷レイクタウン駅を擁する。地域の東部には南北方向に新4号国道バイパス道路である東埼玉道路が通っている。レイクタウン一丁目〜九丁目は、越谷レイクタウン駅を中心にして武蔵野線と東埼玉道路の交点を囲うように形成されている。

### 地価
住宅地地価は、2022年（令和4年）1月1日の公示地価によれば、レイクタウン6丁目30番4の地点で15万8000円/m2となっている。

## 沿革
- 2014年（平成26年）11月15日 - 越谷レイクタウン特定土地区画整理事業の完了に伴い相模町三丁目の一部、相模町五丁目の一部、大成町三丁目、大成町五丁目、大成町六丁目の一部、大成町七丁目の一部、東町二丁目の一部、東町四丁目、東町六丁目、東町七丁目、川柳町六丁目からレイクタウン一丁目〜九丁目が成立[6]。

## 世帯数と人口
2018年（平成30年）3月1日現在の世帯数と人口は以下の通りである。三丁目と四丁目は全域が商業施設イオンレイクタウンであるため、統計上の世帯数・人口はともにゼロになっている。
| 丁目               | 世帯数    | 人口     |
| ------------------ | --------- | -------- |
| レイクタウン一丁目 | 915世帯   | 2,425人  |
| レイクタウン二丁目 | 833世帯   | 1,833人  |
| レイクタウン五丁目 | 640世帯   | 1,427人  |
| レイクタウン六丁目 | 1,054世帯 | 1,992人  |
| レイクタウン七丁目 | 672世帯   | 1,656人  |
| レイクタウン八丁目 | 2,127世帯 | 5,582人  |
| レイクタウン九丁目 | 694世帯   | 1,652人  |
| 計                 | 6,935世帯 | 16,567人 |

## 小・中学校の学区
市立小・中学校に通う場合、学区（校区）は以下の通りとなる。
| 丁目               | 番地 | 小学校               | 中学校               |
| ------------------ | ---- | -------------------- | -------------------- |
| レイクタウン一丁目 | 全域 | 越谷市立大相模小学校 | 越谷市立大相模中学校 |
| レイクタウン二丁目 | 全域 | 越谷市立大相模小学校 | 越谷市立大相模中学校 |
| レイクタウン三丁目 | 全域 | 越谷市立大相模小学校 | 越谷市立大相模中学校 |
| レイクタウン四丁目 | 全域 | 越谷市立大相模小学校 | 越谷市立大相模中学校 |
| レイクタウン五丁目 | 全域 | 越谷市立大相模小学校 | 越谷市立大相模中学校 |
| レイクタウン六丁目 | 全域 | 越谷市立川柳小学校   | 越谷市立光陽中学校   |
| レイクタウン七丁目 | 全域 | 越谷市立川柳小学校   | 越谷市立光陽中学校   |
| レイクタウン八丁目 | 全域 | 越谷市立明正小学校   | 越谷市立光陽中学校   |
| レイクタウン九丁目 | 全域 | 越谷市立明正小学校   | 越谷市立光陽中学校   |

## 交通

### 鉄道
- 武蔵野線越谷レイクタウン駅

### 道路
- 東埼玉道路
  - 専用部（有料道路部分）の建設が決定しており、レイクタウン3丁目に2030年ごろ仮称 越谷吉川線インターチェンジが設置される予定。

## 施設
- イオンレイクタウン
- 大相模調節池
- 叡明高等学校
- 埼玉県立越谷南高等学校
- ヴィラ・デ・マリアージュ越谷レイクタウン

## 史跡
- 見田方遺跡（見田方遺跡公園）
- 旧東方村中村家住宅